# Festo
Festo AG & Co. KG je německá nadnárodní společnost podnikající v oblasti průmyslového řízení a automatizace se sídlem v Esslingenu. Jednou z jejich dceřiných společností je Festo Didactic, která poskytuje průmyslová školení a vzdělávací programy. Festo Group má zastoupení ve 176 zemích světa.

## Vznik
Společnost Festo vznikla v německém městě Esslingen am Neckar (oblast Bádensko-Württembersko) v roce 1925. Zakladateli byli Albert Fezer a Gottlieb Stoll, složením jejichž jmen vznikl název společnosti.

## Oblasti působení
Festo vyrábí produkty v oblasti průmyslového řízení a automatizace, specificky pneumatická, servopneumatická a elektrická zařízení pro průmyslovou automatizaci. V současné době[kdy?] má pobočky v 61 zemích světa a více než 250 obchodních zastoupení ve 176 zemích světa.[zdroj?] Dalšími oblastmi působnosti společnosti jsou vzdělávání v oblasti automatizace a dále služby, zaměřené na zvyšování energetické účinnosti výroby (úspory energií, měření úniků stlačeného vzduchu atd.).

### Automatizace výroby
Společnost se zaměřuje především na zákazníky z automobilového, elektrotechnického či potravinářského průmyslu, ale její výrobky se uplatňují i v odvětvích jako farmacie nebo papírenský, chemický a solární průmysl.[zdroj?]

### Automatizace procesů
Festo navrhuje koncepce pro dopravu, manipulaci a nakládání s tekutinami, plyny a materiály konzistence pasty či s pevnými látkami. Navrhuje i zóny GMP, ATEX, potravinářské provozy, koncepce pro vysoké a nízké teploty a drsné a korozivní prostředí. Společnost dodává jednotlivé součásti i kompletní systémy. Automatizace procesů od Festo se uplatňuje v oblasti petrochemických provozů, výroby papíru, ropného a plynárenského průmyslu, výroby elektrické energie a elektráren, metalurgii a hornictví. V oblastech s nároky na hygienické prostředí se jedná o biotechnologie, chemický průmysl a potravinářství.[zdroj?]

### Festo Didactic
Festo poskytuje školení a konzultace ve 26 jazycích a provozuje v řadě zemí vlastní školící zařízení. Vzdělávání Didactic se zaměřuje na průmyslovou a procesní automatizaci a zefektivnění procesů v údržbě, v konstrukci a výrobě.

## Bionic Learning Network
Výzkumný program Festo se zaměřuje na replikaci pohybu, pozorovaného v přírodě. Program, který se tímto tématem zabývá, nese název Bionic Learning Network a mezi realizovanými projekty je například SmartBird, což je bionická koncepce racka, který umí létat stejně jako jeho živý vzor. SmartBird umí sám vzlétnout, optimalizovat spotřebu energie ve vzduchu a za pomoci plachtění i přistát.